# Neoscona dhumani
Neoscona dhumani – gatunek pająka z rodziny krzyżakowatych.
Gatunek ten opisany został po raz pierwszy w 1993 roku przez B.H. Patela i T.S. Reddy’ego na łamach czasopisma „Entomon”. Jako miejsce typowe wskazano Bhimunipatnam w dystrykcie Visakhapatnam w Andhra Pradesh w Indiach.
Pająk ten osiąga 6,05 mm długości ciała przy karapaksie długości 2,65 mm i szerokości 2,3 mm oraz opistosomie (odwłoku) długości 3,75 mm i szerokości 3,65 mm. Karapaks jest żółtawobrązowy. Część głowowa jest zwężona i lekko wyniesiona, zaopatrzona w ośmioro oczu. Oczy pary przednio-bocznej leżą znacznie bardziej z tyłu niż przednio-środkowej, a tylno-bocznej nieco bardziej z tyłu niż tylno-środkowej. Oczy par środkowych rozmieszczone są na planie nieco szerszego niż dłuższego, nieco węższego w tyle trapezu. Dość mocne, żółtawe szczękoczułki mają po trzy zęby na każdej krawędzi. Szersza niż dłuższa warga dolna jest jasna, a szczęki są prawie trójkątne i żółtawe. Sternum jest podługowato-sercowate z szpiczastym tyłem, żółtawe. Odnóża również są żółtawe. Opistosoma jest prawie owalna, żółtawoszara, z wierzchu z kredowobiałymi i ciemnymi łatami, na spodzie jaśniejsza. Płytka płciowa samicy odznacza się zakrzywionym ku górze i w pobliżu połowy długości przewężonym trzonkiem.
Pajęczak orientalny, endemiczny dla Indii, znany tylko ze stanu Andhra Pradesh.